# Irving Massey
Irving Joseph Massey (geboren 15. Juni 1924 in Montreal) ist ein kanadisch-US-amerikanischer Literaturwissenschaftler.

## Leben
Irving Massey ist einer von drei Söhnen des Textilhändlers Alexander Massey (ca. 1893–1961) und der jiddischsprachigen Lyrikerin Ida Maze, geborene Ida Jukovsky (1893–1962). Massey machte 1944 einen B.A. an der McGill University in Montreal, 1945 einen M.A. an der Columbia University und 1946 einen M.A. in Harvard. Massey wurde 1954 an der Harvard University in Comparative Literature promoviert. Er wurde Instructor und Assistant Professor an der Brandeis University und wechselte 1960 als Assistant Professor an die McGill University in Montreal. Seit 1964 lehrte er Englisch und Comparative Literature an der State University of New York at Buffalo und erhielt 1966 eine Professur. Massey wurde 1996 emeritiert.

## Schriften (Auswahl)
- (Übersetzung, Einleitung): Alfred de Vigny : notes for "Stello" in the Musée de Condé. Montreal: McGill University Press, 1963
- (Hrsg.): Posthumous Poems of Shelley: A Variorum Edition of Bodleian MS. Shelley adds. d.9. Montreal: McGill University Press, 1969
- The Uncreating Word: Romanticism and the Object. Bloomington: Indiana University Press, 1970
- The Gaping Pig: Literature and Metamorphosis. Berkeley: University of California Press, 1976
- Find you the Virtue: Ethics, Image, and Desire in Literature. Fairfax, Va.: George Mason University Press, 1987
- (Hrsg.): Bodleian MS. Shelley Adds. d. 7: A Facsimile Edition, with Transcription and Notes. New York: Garland Publishing, 1987
- Identity and Community: Reflections on English, Yiddish, and French Literature in Canada. Detroit: Wayne State University Press, 1994
- Philo-Semitism in Nineteenth-Century German Literature. Tübingen: Max Niemeyer, 2000
- The Neural Imagination: Aesthetic and Neuroscientific Approaches to the Arts. Austin: University of Texas Press, 2009